# Llista de plantes comestibles

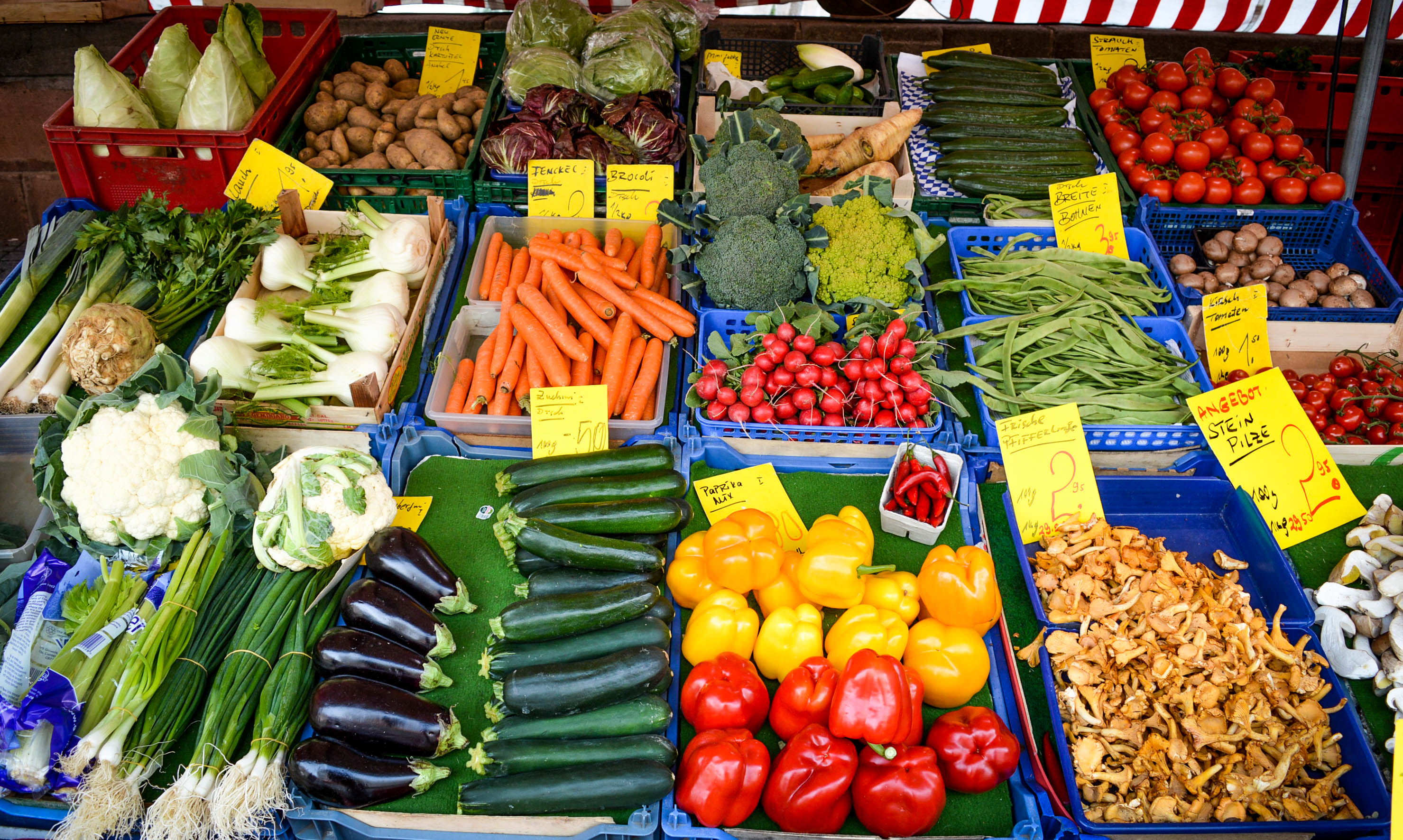
Verdures i hortalisses en un mercat de Nuremberg (2015).

La que segueix és una llista de plantes comestibles. La relació inclou verdures i hortalisses, i algunes fruites (segons la definició botànica de fruites). Els cereals, les herbes, les fruites seques, les espècies i els bolets comestibles no formen part de la llista.
Es tracta d'una llista representativa i no pretén ser exhaustiva.

## Plantes amb fulles i plantes usades en amanides
| Nom popular                    | Nom científic                            |
| Amarant, blet                  | Amaranthus cruentus                      |
| Ruca                           | Eruca sativa                             |
| Remolatxa d'hort               | Beta vulgaris vulgaris                   |
| Col xinesa (白菜)              | Brassica rapa (chinensis)                |
| Borratja                       | Borago officinalis                       |
| Bròcoli                        | Brassica oleracea                        |
| Col de Brussel·les             | Brassica oleracea (gemmifera)            |
| Col                            | Brassica oleracea (capitata)             |
| Catsear                        | Hypochaeris radicata                     |
| Api                            | Apium graveolens                         |
| Enciam espàrrec                | Lactuca sativa (asparagina)              |
| Chaya                          | Cnidoscolus aconitifolius aconitifolius  |
| Chickweed                      | Stellaria                                |
| Xicoira                        | Cichorium intybus                        |
| Malva verticillata             | Malva verticillata                       |
| Coronària                      | Chrysanthemum coronarium                 |
| Brassica oleracea var. viridis | Brassica oleracea                        |
| Verdolaga                      | Portulaca oleracea                       |
| Herba dels canonges            | Valerianella locusta                     |
| Morritort                      | Lepidium sativum                         |
| Taraxacum                      | Taraxacum officinale                     |
| Anet                           | Anethum graveolens                       |
| Endívia                        | Cichorium endivia                        |
| Blet blanc                     | Chenopodium album                        |
| Fiddlehead                     | Pteridium aquilinum Athyrium esculentum  |
| Fluted pumpkin                 | Telfairia occidentalis                   |
| Ruca                           | Eruca sativa                             |
| Botja groga                    | Limbarda crithmoides                     |
| Sarró (planta)                 | Chenopodium bonus-henricus               |
| Vinya (fulles tendres)         | Vitis                                    |
| Plantatge gros                 | Plantago major                           |
| Kai-lan (芥蘭 Gai lan)         | Brassica rapa (alboglabra)               |
| Kale                           | Brassica oleracea (acephala)             |
| Komatsuna                      | Brassica rapa (pervidis / komatsuna)     |
| Kuka                           | Adansonia                                |
| Lagos bologi                   | Talinum fruticosum                       |
| Lamb's lettuce                 | Valerianella locusta                     |
| Lamb's quarters                | Chenopodium album                        |
| Land cress                     | Barbarea verna                           |
| Lettuce                        | Lactuca sativa                           |
| Lizard's tail                  | Houttuynia cordata                       |
| Malabar spinach                | Basella alba                             |
| Malvàcies                      | Malvaceae                                |
| Melokhia                       | Corchorus olitorius Corchorus capsularis |
| Verdolaga de Cuba              | Claytonia perfoliata                     |
| Mizuna greens                  | Brassica rapa (nipposinica)              |
| Mostassa blanca                | Sinapis alba                             |
| Col xinesa                     | Brassica rapa (chinensis)                |
| Espinacs de Nova Zelanda       | Tetragonia tetragonioides                |
| Armoll                         | Atriplex hortensis                       |
| Pak choy (白菜 Bok choy)       | Brassica rapa (chinensis)                |
| Créixens del Pará              | Acmella oleracea                         |
| Pèsol                          | Pisum sativum                            |
| Raïm de moro                   | Phytolacca americana                     |
| Radicchio                      | Cichorium intybus                        |
| Grelos (broccoli rabe)         | Brassica rapa rapa                       |
| Fonoll marí                    | Crithmum maritimum                       |
| Colitx                         | Silene inflata                           |
| Beta marítima                  | Beta vulgaris maritima                   |
| Coleta                         | Crambe maritima                          |
| Bologi de Sierra Leone         | Crassocephalum                           |
| Vellutet                       | Celosia argentea                         |
| Agrella                        | Rumex acetosa                            |
| Col agra sencera               | Brassica oleracea                        |
| Espinac                        | Spinacia oleracea                        |
| Verdolaga                      | Portulaca oleracea                       |
| Bledera                        | Beta vulgaris cicla (flavescens)         |
| Tatsoi                         | Brassica rapa (rosularis)                |
| Nap                            | Brassica rapa (rapifera)                 |
| Creixen                        | Nasturtium officinale                    |
| Ipomoea aquatica               | Ipomoea aquatica                         |
| Blat tendre                    | Triticum aestivum                        |
| Milfulles                      | Achillea millefolium                     |
| Yao choy (油菜 Yu choy)        | Brassica napus                           |
| Sarronets de pastor            | Capsella_bursa-pastoris                  |